# نسخ (تفسیر)
نسخ در «قرآن» «به معنای کشف از تمام شدن عمر حکمی از احکام است. معنای دیگر کلمه نسخ، نقل یک نسخه کتاب به نسخه‌ای دیگر است، و این عمل را از این جهت نسخ می‌گویند، که گوئی کتاب اولی را از بین برده و کتابی دیگر به‌جایش آورده‌اند.» برخی از نویسندگان نسخ را صرفاً در امور شرعی‌ و برخی دیگر هم در مورد امور شرعی و هم در امور تکوینی می‌دانند. ناسخ و منسوخ، دو دسته از آیات قرآن اند: ناسخ، آیاتی است که پس از نزول جای حکم آیاتی را که قبلاً نازل شده و مورد عمل بوده می‌گیرد. منسوخ، همان آیات قبلی است که با نزول آیات ناسخ، زمان عمل به آن‌ها پایان می‌یابد.

## پیشینه
بر اساس برخی پژوهش‌ها، نخستین تلاش برای تاریخ‌انگاری سوره‌های قرآن، ناشی از نیازِ حقوقیِ دولت اسلامی برای استفاده از متن قرآن بوده است. مسئله ابتدایی، برخی گفته‌های متضاد در محتوای قرآن بود که منجر به ایجاد مشکلات زیادی می‌شده است. به عنوان مثال، یک مورد حکم شراب است که در آیهٔ نود سوره مائده از ممنوعیت شراب صحبت می‌شود، اما در سوره بقره آیه ۲۱۹ و نسا آیهٔ ۴۳، مصرف شراب مجاز است (با اکراه). وجود این تضادها، نیاز به ایجاد و فهم یک نظمِ تاریخی در متن قرآن را نشان داد. تلاش‌ها برای فهم تاریخیِ متنِ قرآن در درجه نخست منجر به شکل‌گیری دانشی به نام «نسخ» شد؛ اینکه تصور شود در یک نظمِ زمانی، یک بخش می‌تواند متاخر باشد و بخشِ مشابه قبلی را منسوخ کند. کتاب‌های تحت عنوان «ناسخ و منسوخ» به برخی افراد منسوب شد، از جمله به قتاده بن دعامه (درگذشت ۱۱۸ق)، زهری (درگذشت ۱۲۴ق)، عطاء بن ابی رباح (درگذشت ۲۲۳ق) و قاسم بن سلام هروی (درگذشت ۲۲۳ق) که تا امروز یک مرجع است. مسئله «ناسخ و منسوخ»، در مرحله‌ای دیگر، برای قابل فهم کردنِ مجموعه متون موجود، با قرار متن قرآن حولِ زندگی محمد منجر به شکل‌گیری سنتی دیگر به نام «اسبابِ نزول» شد که بر این عقیده بنا شده است که قرآن یک نویسنده بیشتر ندارد و حاصل تجارب محمد در یک دوره مشخص در مکه و مدینه است.

## فهرست آیات منسوخ
تعداد آیاتِ منسوخ شده در قرآن، بر اساس تفسیرهای مختلف، بین ۳ تا ۴۰۰ آیه است. سید ابوالقاسم خویی تنها به نسخ یک آیه از قرآن (آیهٔ نجوی) معتقد بود. هرچند سیدهادی معرفت تعداد آیات نسخ شده را بیست و اندی می‌داند.
- نَسخ لزوم دادن زکات پیش از نجوا با پیامبر (آیه ۱۲ سوره مجادله) با آیه ۱۳ سوره مجادله.
- نسخ آیه وصیت (آیه ۱۸۰ سوره بقره) با آیه ارث (آیه ۱۸۱ همان سوره).
- نسخ آیه انفاق یکساله زن پس از مرگ شوهرش از اصل مال همسر (آیه ۲۴۰ سوره بقره) با آیه ارث و تعیین ارث یک چهارم یا یک‌هشتم برای زن (آیه ۱۸۱ همان سوره) و آیه تعیین عدّه چهار ماه و ده روز برای او (آیه ۲۳۴ همان سوره).
- نسخ آیه حبس زنان مرتکب زنا (ثابت شده با شهادت چهار تن) تا هنگام مرگ (آیه ۱۵ سوره نسا) با آیه تعیین حکم یکصد تازیانه بر هر یک از زن و مرد زناکار در بار نخست (آیه ۲ سوره نور).[۹]
- بنا به برخی آرا، تحریم شرب خمر در قرآن به صورت تدریجی و در چهار مرحله انجام شده است:[۱۰][۱۱]

1. ابتدا در آیهٔ ۳۳ اعراف آمده است «بگو: «پروردگار من فقط زشتکاری‌ها را -چه آشکارش [باشد] و چه پنهان- و گناه و ستم ناحق را حرام گردانیده است» و به‌طور کلی هر عملی را که مصداق اثم باشد حرام کرده و سخنی از اینکه شراب مصداق اثم است به میان نیاورده است.
2. سپس در آیهٔ ۴۳ نساء آمده است: «ای کسانی که ایمان آورده‌اید، در حال مستی به نماز نزدیک نشوید تا زمانی که بدانید چه می‌گویید» و شرابخواری را در هنگام نماز حرام گردانیده است.
3. سپس در آیهٔ ۲۱۹ بقره آمده است: «دربارهٔ شراب و قمار، از تو می‌پرسند، بگو: «در آن دو، گناهی بزرگ، و سودهایی برای مردم است، [ولی] گناهشان از سودشان بزرگتر است.»» و شراب را مصداق اثم می‌داند.
4. سرانجام در آیهٔ ۹۰ مائده حکم صریح به تحریم شراب می‌دهد: «ای کسانی که ایمان آورده‌اید، شراب و قمار و بتها و تیرهای قرعه پلیدند [و] از عمل شیطانند. پس، از آن‌ها دوری گزینید، باشد که رستگار شوید.»

سید محمدحسین طباطبایی در المیزان ذیل بحث نسخ آیات بیان می‌دارد که نسخ آیات از جنس تناقض احکام نیست بلکه از نوع تکمیل است. به عنوان مثال می‌گوید:
آیه: فاعفوا و اصفحوا حتی یاءتی اللّه بامره، ترجمه: فعلاً عفو کنید و نادیده بگیرید تا خداوند امر خود را بفرستد، که بروشنی می‌فهماند: حکم عفو و گذشت دائمی نیست و بزودی حکمی دیگر می‌آید، که بعدها به صورت حکم جهاد آمد؛ و مانند حکم زنان بدکاره که فرموده: فامسکو هن فی البیوت، حتی یتوفیهن الموت او یجعل اللّه لهن سبیلا، ترجمه: ایشان را در خانه‌ها حبس کنید تا مرگشان برسد یا خدا راهی برایشان معین کند، که باز به‌وضوح می‌فهماند حکم حبس موقتی است و همین‌طور هم شد و آیه شریفه با آیه تازیانه زدن بزناکاران نسخ گردید، پس جمله: «حتی یأتی اللّه بامره» در آیه اول و جمله «او یجعل اللّه لهن سبیلا» در آیه دوم خالی از این اشعار نیستند که حکم آیه موقتی است و بزودی دستخوش نسخ خواهند شد.» به گفته او «از نظر آیه نامبرده نسخ باعث نمی‌شود که خود آیت نسخ شده به کلی از عالم هستی نابود گردد، بلکه حکم در آن عمرش کوتاه است، چون بوضعی وابسته است که با نسخ، آن صفت از بین می‌رود.»
دیگر آیات مربوط به نسخ: بقره ۱۰۵ و ۱۳۹ - رعد ۲۹ - نحل ۱۰۱ - بقره ۱۴۲

## آیه نسخ در قرآن
مَا نَنسَخْ مِنْ آیَةٍ أَوْ نُنسِهَا نَأْتِ بِخَیْرٍ مِّنْهَا أَوْ مِثْلِهَا ۗ أَلَمْ تَعْلَمْ أَنَّ اللَّهَ عَلیٰ کُلِّ شَیْءٍ قَدِیرٌ ﴿۱۰۶﴾ (هر حکمی را نسخ کنیم، یا آن را به [دست] فراموشی بسپاریم، بهتر از آن، یا مانندش را می‌آوریم؛ مگر ندانستی که خدا بر هر کاری تواناست؟ (۱۰۶)) بقره ۱۰۶

## انواع آیات ناسخ و منسوخ
از نظر قرآن‌پژوهان و علمای اسلام نسخ هم در قرآن و هم در سنت رواست و نسخ قرآن به قرآن، قرآن به سنت، سنت به سنت و سنت به قرآن جایز است و سابقه دارد.